# 三國線
三國線（日语：／ Mikuni sen */?）曾經是一條連結日本福井縣坂井郡金津町（現在的蘆原市）的金津站（現在的蘆原溫泉站）至同縣坂井郡三國町（現在的坂井市）的三國港站，屬於日本國有鐵道（國鐵）的鐵路線。赤字83線廢除期間在1972年廢除。
雖然此線作為三國線已經廢除，然而所有車站都作為越前鐵道的車站存續。

## 路線資料（廢除時）
- 管轄：日本國有鐵道
- 路段（營業距離）：金津－蘆原 4.5公里（另外蘆原－三國港（5.3公里）休止中）
- 軌距：1067毫米
- 站數：2個（包括起終點站。其他休止中的車站：2個）
- 複線路段：沒有（全線單線）
- 電氣化路段：沒有（全線非電氣化（日语：非電化））

## 历史
1911年，为连接北陆屈指可数的港湾之一的三国港和北陆本线，三国线于该年开通，并于1913年延伸至三国港荷扱所（在书面上被认为是三国站的一部分）。翌年，三国港荷扱所正式升格为正式三国港站，并设定了营业距离，而三国 - 三国港亦随即开始季节性输送旅客（1927年改为全年运输）。
1928年，三国芦原电铁（后来的京福电气铁道三国芦原线，现时的越前铁道三国芦原線）延伸至芦原（现时的芦原汤之町站），并于翌年延伸至三国町（现时的电车三国站），同三国线并行。1932年，伴随三国芦原电铁延伸至东寻坊口站，全线开通。然而，随着太平洋战争的激化，三国芦原电铁被并入京福电气铁道，而电车三国 - 东寻坊口也于1943年被指定为不要不急線停止运行。1944年，三国线亦被指定为不要不急线，但京福电气铁道在将三国 - 三国港区间电气化后，开始与之直通运行，令该区间得以继续运行，其余区间则在当地民众的协助之下被撤去以提供金属材料。
在战争结束后，沿线自治体申请恢复三国线的运行。1946年，国铁开始重新铺设轨道，恢复了金津 - 芦原之间的线路。此时，让京福电气铁道借用金津 - 芦原区间的轨道驶入金津站，同永平寺线直通运行的计划也在此时被讨论，但由于沿线自治体要求由国铁运行线路，因此这一计划被搁置。但同时，由于沿线要求完全恢复三国线，因此在芦原 - 三国修复完成之前，国铁的列车需要暂时在三国芦原线的京福芦原 - 三国港区间行驶（1950年3月以后不再开行）。虽然沿线因拥有芦原温泉和东寻坊等景点，因而能够运行自关西地区而来的直通列车，但由于汽车普及和三国芦原线的竞争影响，导致三国线客流低迷。最终，含休止中的芦原 - 三国港区间在内，三国线全线于1972年废除。
在三国线废除后，负责运行代替巴士的国铁巴士设置了大野自动车营业所，运行巴士“金津三国线”，但该线路在国铁分割民营化前的1987年被转让至京福电气铁道的巴士部门（现在的京福巴士）。但是，尽管三国线本身已经废除，其所有车站都作为越前铁道旗下车站仍然保留。

### 年表
- 1911年（明治44年）12月15日 鐵道院三国線 金津 - 三国（5.4M≒8.69km）开通[2][6][8]，新设芦原站、三国站[8]。
- 1913年（大正2年）1月1日 作为三国站的一部分，三国线向海岸处延伸，新设三国港荷扱所[6]。
- 1914年（大正3年）7月1日 三国 - 三国港设定营业距离（0.7M≒1.13km）。三国港荷扱所升格为（货）三国港站。
- 1927年（昭和2年）12月15日 三国 - 三国港开始全年进行旅客营业。
- 1930年（昭和5年）4月1日 由英制单位改为公制单位表示营业距离（6.1M→9.8km）。
- 1934年（昭和9年）3月1日 开始运行同北陸本線直通，行驶于福井站 - 金津 - 三国港的柴聯車[9]，后来延长运行至武生站。同蒸汽机车并用。
- 1938年（昭和13年）6月1日 北陆本线开通三国线柴聯車专用站越前下关站（日语：越前下関駅）[10]。
- 1940年（昭和15年）11月1日 因军备导致的柴油管制，不再运行柴聯車，改为蒸汽机车运行。越前下关站废除。
- 1944年（昭和19年）
  - 1月8日 京福电气铁道三国芦原线电车三国 - 东寻坊口停止运行[11]。
  - 10月11日 金津 - 三国港 (9.8 km) 停止运行[2][7][12]。三国 - 三国港区间的营业权租赁至京福电气铁道[13]。电车三国站并入三国站。三国 - 三国港电气化（直流600V），作为京福电气铁道线开通[11]。电车三国站位于三国神社方向的轨道接入三国线，开始同三国芦原线直通运行。
- 1946年（昭和21年）8月15日 金津 - 芦原 (4.5 km) 恢复运行[2][6]。开始在京福芦原 - 三国港区间直通运行（部分列车仅单程直通）。
- 1972年（昭和47年）3月1日 金津 - 芦原 (4.5 km)、休止中的芦原 - 三国港 (5.3 km) 废除[2]。国铁芦原站[6]、三国站、三国港站[7]废除。

## 車站列表
所在地、接續路線的所屬公司名以全線廢除時為準。所有車站都位於福井縣。*的車站在廢除時已經是國鐵線休止中的車站。
| 中文站名 | 日文站名 | 英文站名 | 站間距離 | 營業距離 | 接續路線                 | 所在地                   |
| -------- | -------- | -------- | -------- | -------- | ------------------------ | ------------------------ |
| 金津     |          |          | -        | 0.0      | 日本國有鐵道：北陸本線   | 坂井郡金津町（現蘆原市） |
| 蘆原     |          |          | 4.5      | 4.5      | 京福電氣鐵道：三國蘆原線 | 坂井郡蘆原町（現蘆原市） |
| 三國*    |          |          | 4.2      | 8.7      |                          | 坂井郡三國町（現坂井市） |
| 三國港*  |          |          | 1.1      | 9.8      |                          | 坂井郡三國町（現坂井市） |

## 延伸閱讀
- 『三国町史』三国町史編纂委員会編 三国町教育委員会 1964年3月
- 『坂井の鉄道博覧展』坂井市 みくに龍翔館（日语：坂井市龍翔博物館） 2006年8月
- 「福井県史 通史編5」 近現代一 第三章 明治期の産業・経済
- 今尾恵介（監修）.  6 北信越. 新潮社. 2008. ISBN 978-4-10-790024-1.